# Anders Lethin
Anders (eller Andreas) Lethin, född den 12 februari 1792 i Torrlösa församling, Malmöhus län, död den 6 februari 1862 i Maria Magdalena församling Stockholm, var en svensk violinist och organist. 
Lethin förrättade som student vid Lunds universitet organisttjänsten i därvarande domkyrka. Han kom 1817 till Stockholm, där han anställdes vid Kungliga Hovkapellet som förste violinist. Lethin tjänstgjorde därjämte som organist i Slottskyrkan till 1832, då han blev organist i Maria församling. Han invaldes 1843 till ledamot av Musikaliska akademien.